# Ocellominettia luteipennis
Ocellominettia luteipennis är en tvåvingeart som först beskrevs av Friedrich Georg Hendel 1908.  Ocellominettia luteipennis ingår i släktet Ocellominettia och familjen lövflugor. Inga underarter finns listade i Catalogue of Life.